# Gemeinde Dobrova-Polhov Gradec
Die Gemeinde Dobrova–Polhov Gradec (deutsch: Dobrawa-Billichgrätz) ist eine Gemeinde in der historischen Landschaft Oberkrain (Region Zentralslowenien) in Slowenien.

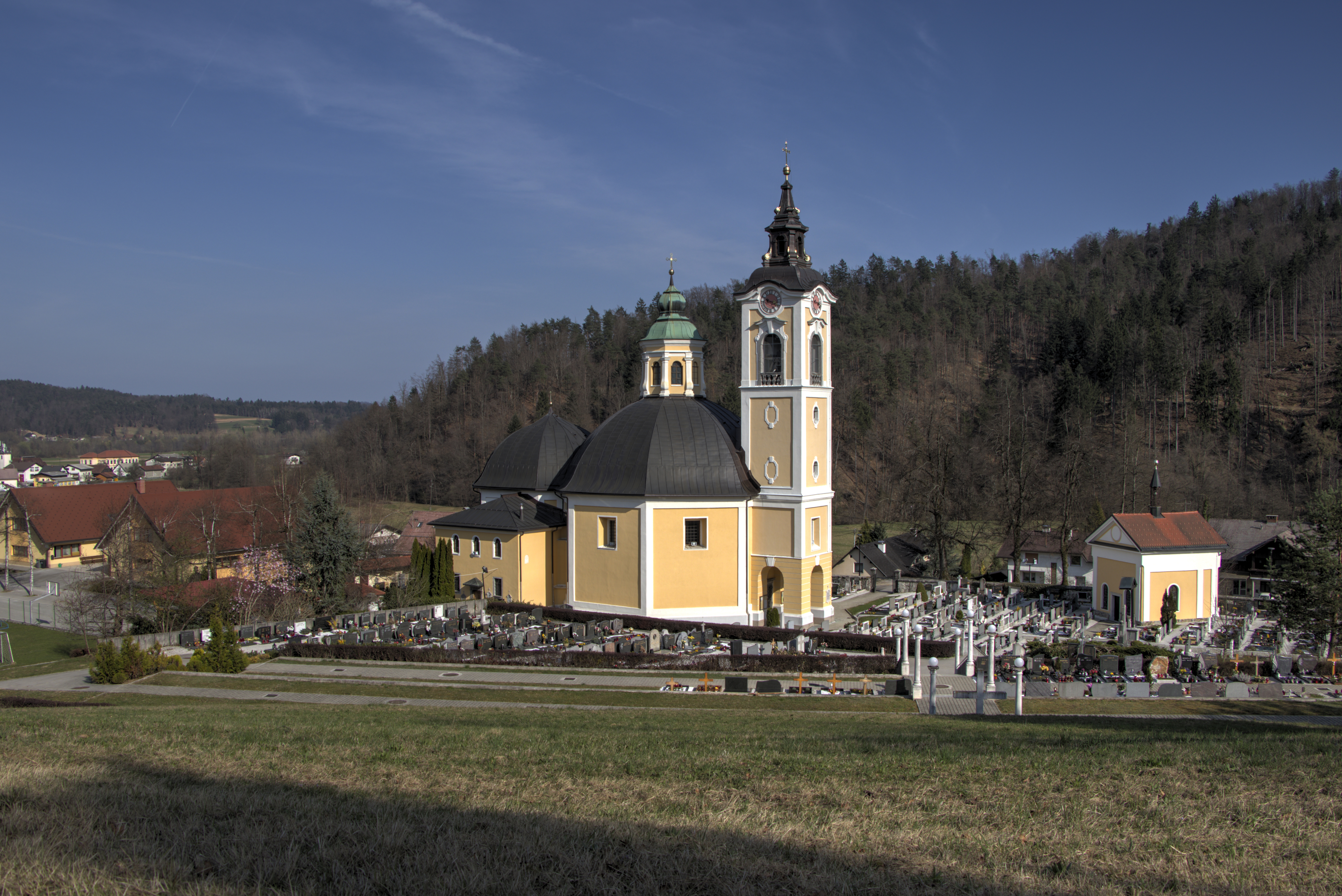
Marienkirche in Dobrova

Die namensgebenden Orte Dobrova und Polhov Gradec sind die beiden größten Ortschaften dieser Gemeinde. Dobrova ist das Verwaltungszentrum der zwischen Ljubljana und dem Hügelland von Polhov Gradec liegenden Gemeinde.

## Ortschaften und Siedlungen der Gemeinde
Die Gemeinde umfasst 33 Ortschaften und Siedlungen. Die deutschen Exonyme in den Klammern wurden bis zum Abtreten des Gebietes an das Königreich der Serben, Kroaten und Slowenen im Jahr 1918 vorwiegend von der deutschsprachigen Bevölkerung verwendet und sind heutzutage unüblich.
1. Babna Gora, (dt.: „Frauenberg“)
2. Belica, (dt.: „Weißbach in der Unterkrain“)
3. Brezje pri Dobrovi, (dt.: „Pirk“)
4. Briše pri Polhovem Gradcu, (dt.: „Brische“)
5. Butajnova, (dt.: „Bethanien“)
6. Črni Vrh, (dt.: „Schwarzenberg in der Oberkrain“)
7. Dobrova, (dt.: „Dobrawa“)
8. Dolenja vas pri Polhovem Gradcu, (dt.: „Niederdorf bei Billichgrätz“)
9. Draževnik, (dt.: „Traschounig“)
10. Dvor pri Polhovem Gradcu, (dt.: „Strobelhof“)
11. Gabrje, (dt.: „Rabenstein“)
12. Hrastenice, (dt.: „Chrastelnitz“)
13. Hruševo, (dt.: „Birnwald“)
14. Komanija, (dt.: „Komania“)
15. Log pri Polhovem Gradcu, (dt.: „Rückenstein“)
16. Osredek pri Dobrovi, (dt.: „Reuß in der Oberkrain“)
17. Planina nad Horjulom, (dt.: „Plania in der Oberkrain“)
18. Podreber, (dt.: „Sankt Elisabeth in der Oberkrain“)
19. Podsmreka, (dt.: „Hellburg“)
20. Polhov Gradec, (dt.: „Billichgrätz“)
21. Praproče, (dt.: „Prapretsch“)
22. Pristava pri Polhovem Gradcu, (dt.: „Kestenbach“)
23. Razori, (dt.: „Rasorch“)
24. Rovt, (dt.: „Gereuth bei Billichgrätz“)
25. Selo nad Polhovim Gradcem, (dt.: „Sell bei Billichgrätz“)
26. Setnica, (dt.: „Setnitz bei Billichgrätz“)
27. Setnik, (dt.: „Settnich“)
28. Smolnik, (dt.: „Aussenberg“)
29. Srednja vas pri Polhovem Gradcu, (dt.: „Mitterdorf bei Billichgrätz“)
30. Srednji Vrh, (dt.: „Mitterberg“)
31. Šentjošt nad Horjulom, (dt.: „Sank Jobst“)
32. Stranska vas, (dt.: „Eckendorf“)
33. Šujica (dt.: „Schuitz“)

## Sehenswürdigkeiten
- Schloss Polhov Gradec (Schloss und Schlossgarten Billichgrätz), Standort des Slowenischen Museums für Post und Telekommunikation, Außenstelle des Technischen Museums Sloweniens
- Hügelland von Polhov Gradec[3][4] mit dem Berg Polhograjska Grmada (898 m)[5][6]
- Oberlauf der Gradascica mit Zufluss des Božna-Baches

## Nachbargemeinden
|                     | Škofja Loka, Medvode                        |           |
| Gorenja vas-Poljane | Kompassrose, die auf Nachbargemeinden zeigt | Ljubljana |
| Logatec             | Vrhnika, Horjul, Log-Dragomer, Brezovica    |           |

## Persönlichkeiten
- Aloysius Ambrozic (1930–2011), römisch-katholischer Erzbischof von Toronto, geboren in Gabrje
- James Trobec (1838–1921), römisch-katholischer Bischof von Saint Cloud